# Lokittamajärvi
Lokittamajärvi är en sjö i Finland. Den ligger i kommunen Kittilä i landskapet Lappland, i den norra delen av landet, 900 km norr om huvudstaden Helsingfors. Lokittamajärvi ligger 194,2 meter över havet. Arean är 10,5 hektar och strandlinjen är 1,73 kilometer lång. Sjön  ingår i Kemi älvs huvudavrinningsområde. 